# Mahdi Azar Yazdi
Pour les articles homonymes, voir Yazdi.
Œuvres principales
Les bonnes histoires pour les bons enfants
Mahdi Azar Yazdi (en persan : مهدی آذر یزدی), né à Yazd le 18 mars 1922 et mort à Téhéran le 9 juillet 2009, est un écrivain iranien. 
Il est célèbre pour son œuvre Les bonnes histoires pour les bons enfants.